# سلول سندان الماس

شماتیک هسته یک سلول سندان الماس. سطوح زیرین (نوک) دو سندان الماس به‌طور معمول ۱۰۰–۲۵۰ میکرون از هم فاصله دارند.

سلول سندان الماس (DAC) وسیله ای با فشار بالا است که در آزمایش‌های علمی مورد استفاده قرار می‌گیرد. این وسیله فشرده سازی یک قطعه کوچک (ابعاد کوچکتر از میلی‌متر) را در فشارهای شدید، معمولاً تا حدود ۱۰۰–۲۰۰ گیگاپاسکال امکان‌پذیر می‌کند، اگرچه دستیابی به فشارهای تا ۷۷۰ گیگاپاسکال (۷٬۷۰۰٬۰۰۰ بار / ۷٫۷ میلیون اتمسفر) امکان‌پذیر است.
از این وسیله برای بازسازی فشار موجود در سیارات استفاده شده‌است تا مواد و فازهایی که در شرایط عادی محیط مشاهده نشده‌اند، بررسی شوند. نمونه‌های قابل توجه شامل یخ غیر مولکولی X , نیتروژن پلیمری و مراحل فلزی زنون و هیدروژن است.
سلول سندان الماس از دو الماس در جهات مخالف همراه با نمونه فشرده شده بین سطوح زیرین صیقلی (نوک‌ها) تشکیل شده‌است. فشار ممکن است با استفاده از ماده ای مرجع کنترل شود که رفتار آن تحت فشار شناخته شده‌است. استانداردهای متداول فشار شامل یاقوت فلورسانس، و فلزات مختلفی با ساختار ساده مانند مس یا پلاتین است. فشار تک محوره اعمال شده توسط سلول سندان الماس می‌تواند توسط یک ماده انتقال دهنده فشار مانند آرگون، زنون، هیدروژن، هلیوم، روغن پارافین یا مخلوطی از متانول و اتانول به فشار هیدرواستاتیک یکنواخت تبدیل شود. این ماده انتقال دهنده فشار توسط یک واشر و دو سندان الماس محصور شده‌است. نمونه را می‌توان از درون الماس‌ها مشاهده کرد و توسط پرتوهای ایکس و نور مرئی روشن می‌شود. در این روش، پراش پرتو X و فلورسانس؛ جذب نوری و نورتابناکی؛ طیف بینی موسباور، پراکندگی رامان و پراکندگی بریلوئن؛ نابودی پوزیترون و سایر سیگنال‌ها را می‌توان از مواد تحت فشار بالا اندازه‌گیری کرد. میدان‌های مغناطیسی و مایکروویو را می‌توان از خارج به سلول اعمال کرد که اندازه‌گیری رزونانس مغناطیسی هسته ای، رزونانس مغناطیسی الکترونی و سایر اندازه‌گیری‌های مغناطیسی را ممکن می‌سازند. اتصال الکترود به نمونه اجازه می‌دهد تا اندازه‌گیری‌های الکتریکی و مغناطیسی و همچنین گرم کردن نمونه تا چند هزار درجه انجام شود. دماهای بسیار بالا را (تا 7000 K) می‌توان با گرمایش ناشی از لیزر به دست آورد، و خنک کردن تا میلیکلوین‌ها نشان داده شده‌است.

## اصل
عملکرد سلول سندان الماس به یک اصل ساده متکی است:
{\displaystyle p={\frac {F}{A}}}
که در آن P فشار، F نیرو اعمال شده و A مساحت است. اندازه‌های معمولی برای سندان‌های الماس ۱۰۰–۲۵۰ میکرون است، به گونه ای که با اعمال نیروی متوسط بر روی نمونه با یک ناحیه کوچک، به جای اعمال نیروی زیاد در یک مساحت بزرگ فشار بسیار بالا حاصل می‌شود. الماس ماده ای بسیار سخت و تقریباً غیرقابل فشرده سازی است، بنابراین تغییر شکل و خرابی سندان‌هایی که نیرو را اعمال می‌کنند به حداقل می‌رسد.

## تاریخچه

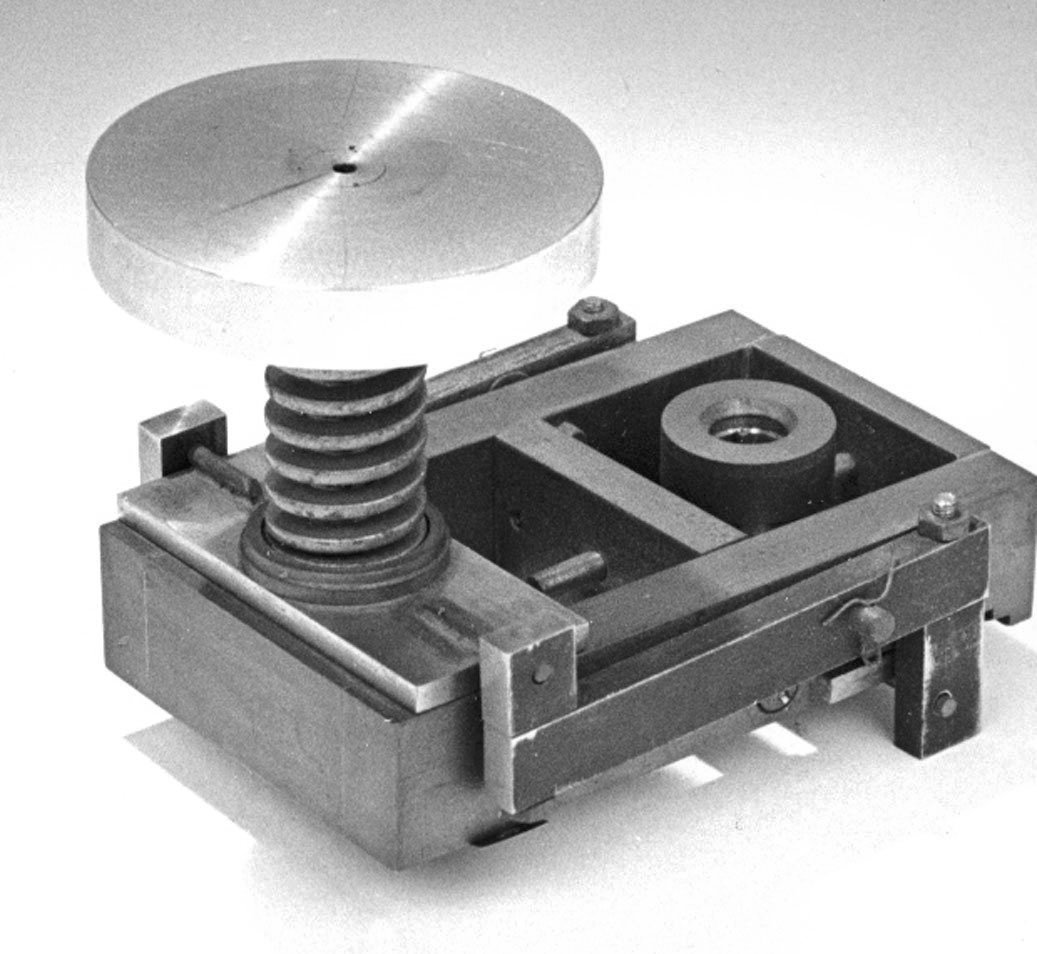
اولین سلول سندان الماس در موزه NIST گیتسبورگ. در تصویر بالا بخشی که بخش مرکزی را فشرده می‌کند نشان داده شده‌است.

مطالعه مواد در شرایط سخت، فشار زیاد و درجه حرارت بالا، از روش‌های گسترده‌ای برای دستیابی به این شرایط و بررسی رفتار مواد در حالی که در محیط سخت قرار دارند، استفاده می‌کند. پرسی ویلیامز بریدگمن، پیشگام بزرگ تحقیقات فشار بالا در نیمه اول قرن بیستم، با توسعه یک دستگاه با سندان‌های در جهات مخالف با سطح کوچک که اهرمی دو سطح را به هم فشار می‌داد، در زمینه فشارهای بالا تحولی ایجاد کرد. سندان‌ها از کاربید تنگستن (WC) ساخته شده بودند. این دستگاه می‌توانست به فشار چند گیگاپاسکال برسد و در مقاومت الکتریکی و اندازه‌گیری تراکم پذیری مورد استفاده قرار می‌گرفت. اصول سلول سندان الماس شبیه به سندان‌های Bridgman است، اما برای دستیابی به بالاترین فشار ممکن بدون شکستن سندان‌ها، آنها از سخت‌ترین مواد شناخته شده ساخته شده‌اند: یک الماس تککریستالی. اولین نمونه‌های ساخته شده در حدود فشار محدود بودند و روش قابل اطمینان برای کالیبراسیون فشار وجود نداشت.
پس از دستگاه Bridgman، سلول سندان الماس به همه‌کاره‌ترین دستگاه تولید فشار تبدیل شد که یک ویژگی واحد آن را از سایر دستگاه‌های فشار جدا می‌کند. این دستگاه به پیشگامان اولیه فشار بالا این امکان را می‌داد که به‌طور مستقیم خواص ماده تحت فشار را مشاهده کنند. تنها با استفاده از میکروسکوپ نوری، می‌توان مرزهای فاز، تغییرات رنگ و تبلور مجدد را فوراً مشاهده کرد، در حالی که پراش پرتونگاری یا طیف‌سنجی به زمان برای نمایش و توسعه فیلم عکاسی نیاز دارد. آلوین ون والکنبورگ به پتانسیل وجود سلول سندان الماس پی برد در حالی که نمونه ای را برای طیف‌سنجی IR آماده می‌کرد و هم ترازی صفحه‌های الماس را بررسی می‌کرد.
سلول الماس در دفتر ملی استاندارد (NBS) توسط چارلز ویر، الیس لیپیکوت و المر بانتینگ ساخته شد. در گروه، هر عضو روی بخش‌های مختلف سلول الماس متمرکز شد. ون بر روی مشاهدات بصری، چارلز بر XRD و الیس بر طیف‌سنجی IR متمرکز شد. این گروه قبل از شروع همکاری در خارج از جمع با محققان دانشگاه‌هایی مانند ویلیام باست و تارو تاکاهاشی در دانشگاه روچستر، همکاری داشته و هر یک بر تکنیک‌های خود کاملاً مسلط بودند.
در اولین آزمایش‌ها با استفاده از سندان الماس، نمونه بر روی نوک صاف الماس قرار گرفت و بین صفحه‌های الماس فشرده شد. هرچه صفحه‌های الماس به هم نزدیک تر می‌شدند، نمونه فشرده می‌شد و از مرکز خارج می‌شد. با استفاده از میکروسکوپ برای مشاهده نمونه، مشاهده می‌شد که یک شیب فشار هموار در سراسر نمونه وجود دارد که بیشتر قسمتهای خارجی نمونه به عنوان نوعی واشر عمل می‌کرد. نمونه به‌طور مساوی در سراسر سطح صاف الماس توزیع نشده‌است، اما به دلیل «فنجانی شدن» الماس در فشارهای بالاتر در مرکز قرار گرفته‌است. این پدیده فنجانی شدن کشش الاستیک لبه‌های صاف الماس است که معمولاً به آن «ارتفاع شانه» گفته می‌شود. بسیاری از الماس‌ها در اولین مراحل تولید یک سلول جدید شکسته شدند یا هر زمان که یک آزمایش تا فشار بالاتر جلو برده می‌شد. گروه NBS در موقعیت منحصر به فردی قرار داشت که تقریباً منبع بی پایانی از الماس در اختیار آنها قرار داشت. مأموران گمرک گاه به گاه الماس را از افرادی که قصد قاچاق آنها را به کشور داشتند، مصادره می‌کردند. دفع چنین مواد مصادره ای با توجه به قوانین و مقررات می‌تواند مشکل ساز باشد. راه حل این بود که اگر سایر آژانس‌های دولتی مورد استفاده قانع کننده ای ارائه می‌دادند، این مواد در دسترس آنها قرار می‌گرفت. این الماس‌ها به یک منبع بی رقیب تبدیل شدند زیرا سایر تیم‌های دانشگاه شیکاگو، دانشگاه هاروارد و جنرال الکتریک نیز وارد حوزه فشار بالا شدند.
طی دهه‌های بعد، سلول‌های سندان الماس به‌طور متوالی بهبود یافتند، مهمترین نوآوری‌ها استفاده از واشر و کالیبراسیون فشار یاقوت است. سلول سندان الماس به عنوان قدرتمندترین دستگاه آزمایشگاهی برای تولید فشار بالای استاتیک تکامل یافته‌است. دامنه فشار استاتیک قابل دستیابی امروز تا 640 GPa گسترش می‌یابد که بسیار بیشتر از فشارهای تخمین زده شده در مرکز زمین (360 GPa ~ 360).

## اجزاء
چندین طرح مختلف سلول سندان الماس وجود دارد اما همه چهار مؤلفه اصلی دارند:

### دستگاه تولید نیرو
به عملکرد یک بازوی اهرمی، پیچ‌های محکم کننده یا فشار پنوماتیک یا هیدرولیکی که بر روی غشایی اعمال می‌شود متکی است. در همه موارد، نیرو تک محوره است و به صفحه‌های (پایه‌های) دو سندان اعمال می‌شود.

### دو سندان الماس در جهات مخالف
ساخته شده از جواهر با کیفیت بالا، الماس بی عیب و نقص، معمولاً با ۱۶ جنبه، وزن آنها معمولاً به ۱/۸ به ۱/۳ قیراط (۲۵ تا ۷۰ میلی‌گرم) می‌رسد. سطح زیرین (نوک) به صورت صاف به یک سطح شش ضلعی موازی با سطح بزرگتر جلا داده شده‌است. سطوح زیرین دو الماس روبرو یکدیگر هستند و برای ایجاد فشار یکنواخت و جلوگیری از کرنش‌های خطرناک باید کاملاً موازی باشند. سندان‌های ویژه برای اندازه‌گیری‌های خاص،انتخاب و مورد استفاده قرار می‌گیرد. برای مثال، جذب کم الماس و تابناکی در آزمایش‌های مربوط لازم است.

### واشر
واشر مورد استفاده در آزمایش سلول الماس، یک فویل فلزی نازک، معمولاً با ضخامت ۰٫۳ میلی‌متر است که بین الماس‌ها قرار می‌گیرد. مواد مطلوب برای واشرها فلزات مقاوم و سخت مانند رنیوم یا تنگستن هستند. فولاد اغلب به عنوان جایگزینی ارزان قیمت برای آزمایش‌های کم فشار استفاده می‌شود. مواد یادشده را نمی‌توان در هندسه‌های پرتوی که پرتوی ایکس باید از واشر عبور کند، استفاده کرد. از آنجا که مواد ذکر شده پرتوی ایکس را از خود عبور نمی‌دهند، در صورت نیاز به روشن سازی با اشعه ایکس از طریق واشر و عبور اشعه ایکس از آن، از مواد سبک‌تر مانند بریلیوم، بورن نیترید، بور یا الماس به عنوان واشر استفاده می‌شود. واشرها به وسیله الماسها عقب رانده شده‌اند و برای ایجاد محفظه نمونه سوراخی در مرکز تورفتگی حفر شده‌است.

### ماده انتقال دهنده فشار
ماده انتقال فشار، مایعی تراکم پذیر است که محفظه نمونه را پر می‌کند و نیروی اعمال شده را به نمونه منتقل می‌کند. برای آزمایش‌های با فشار بالا فشار هیدرواستاتیک بهتر است زیرا تغییر تنش در طول نمونه می‌تواند منجر به مشاهده رفتارهای مختلف تغییر یافته و تادرست شود. در برخی آزمایش‌ها روابط تنش و کرنش مورد بررسی قرار گرفته و تأثیر نیروهای غیر هیدرواستاتیک مورد نظر است. یک ماده انتقال فشار خوب تا فشار بالا مایعی نرم و تراکم پذیر باقی می‌ماند.
- گازها: He , Ne , Ar , N 2
- مایعات: ۴: ۱ متانول / اتانول، روغن سیلیکون، فلورینرت، دافنه ۷۴۷۴، سیکلوهگزان
- جامدات: NaCl

طیف کامل روش‌های موجود در یک نمودار درختی توسط ویلیام باست خلاصه شده‌است. توانایی استفاده از همه این تکنیک‌ها بر مبنا این است که بتوان از درون الماس‌ها نگاه کرد که برای اولین بار با مشاهدات بصری نشان داده شد.

## اندازه‌گیری فشار
دو مقیاس اصلی فشار مورد استفاده در آزمایش‌های فشار بالا استاتیک پراش پرتوی ایکس با معادله حالت شناخته شده و اندازه‌گیری انتقال خطوط فلورسانس یاقوت است. مقیاس اول با NaCl آغاز شد، که برای آن تراکم پذیری توسط اصول اولیه در سال ۱۹۶۸ مشخص شده بود. مشکل اصلی این روش اندازه‌گیری فشار این است که شما به اشعه ایکس نیاز دارید. بسیاری از آزمایش‌ها به پرتوهای ایکس نیازی ندارند و این یک مشکل بزرگ برای انجام آزمایش مورد نظر و آزمایش پراش است. در سال ۱۹۷۱، گروه فشار بالای NBS به دنبال استفاده از روش طیف‌سنجی برای تعیین فشار رفت. مشخص شد که طول موج انتشار فلورسانس یاقوت با فشار تغییر می‌کند و این به راحتی در مقابل مقیاس NaCl تنظیم شد و به صورت قاعده معین درآمد.
هنگامی که توانایی ایجاد فشار و اندازه‌گیری آن به‌وجود آمد، به سرعت بالا بردن این توانایی در سلول‌ها به یک رقابت تبدیل شد. در این رقابت نیاز به یک مقیاس فشار قابل اعتماد اهمیت بیشتری پیدا کرد. در این زمان داده‌های امواج شوک برای تراکم پذیری مس، مولیبدن، پالادیم و نقره در دسترس بوده و می‌توانست برای تعریف معادلات حالت تا فشارهای مگابار مورد استفاده قرار گیرد. با استفاده از این مقیاسها، این فشارها گزارش شده‌است: ۱٫۲ مگابار (۱۲۰ گیگا پاسکال) در سال ۱۹۷۶، ۱٫۵ مگابار(۱۵۰ گیگا پاسکال) در سال ۱۹۷۹، ۲٫۵ مگابار (۲۵۰ گیگا پاسکال) در سال ۱۹۸۵ و ۵٫۵ مگابار (۵۵۰ گیگا پاسکال) در سال ۱۹۸۷.
امروزه هر دو روش به‌طور مداوم بهبود یافته و مورد استفاده قرار می‌گیرند. با این حال، روش یاقوت در دمای بالا کمتر قابل اعتماد است. معادلات حالت تعریف شده مناسب هنگام تنظیم دما و فشار مورد نیاز است، دو پارامتری که بر پارامترهای شبکه مواد تأثیر می‌گذارد.

## کاربردها
قبل از اختراع سلول سندان الماس، دستگاه‌های فشار بالای استاتیک به پرس‌های بزرگ هیدرولیکی نیاز داشت که چندین تن وزن داشتند و به آزمایشگاه‌های تخصصی بزرگ احتیاج داشتند. سادگی و کوچکی سلول سندان الماس به این معنی بود که می‌توان آن را در طیف گسترده‌ای از آزمایش‌ها مورد استفاده قرار داد. برخی سلولهای سندان الماس معاصر به راحتی می‌توانند درون یک سرماپا برای اندازه‌گیری در دمای پایین، و برای استفاده با یک ابررسانا الکتریکی قرار گیرند. الماس علاوه بر سخت بودن، مزیت شفاف بودن در گستره وسیعی از طیف الکترومغناطیسی از اشعه مادون قرمز تا گاما را دارد، به استثنای اشعه ایکس نرم و اشعه فرابنفش. این باعث می‌شود سلول سندان الماس یک وسیله عالی برای آزمایش‌های طیف‌سنجی و مطالعات کریستالوگرافی با استفاده از اشعه X سخت باشد.
نوعی از سلول سندان الماس، سلول سندان الماس هیدروترمال (HDAC) که در پترولوژی / ژئوشیمی در آزمایش‌هایی برای مطالعه مایعات آبی، ذوب سیلیکات، مایعات غیرقابل کشف، حلالیت مواد معدنی و گمانه زنی مایع در فشارها و دماهای زمین‌شناسی استفاده می‌شود. HDAC گاهی اوقات برای بررسی ترکیب‌های آبی در محلول با استفاده از تکنیک‌های سنکوترون منبع نور  XANES  و EXAFS استفاده می‌شود. طراحی HDAC بسیار شبیه به سلول سندان الماس است، اما برای مطالعه مایعات بهینه شده‌است.

## کاربردهای نوآورانه
یک کاربرد نوآورانه از سلول سندان الماس، آزمایش پایداری و دوام زندگی در فشارهای بالا، از جمله جستجوی زندگی در سیارات خارج از منظومه شمسی است. تست قسمتهای تئوری پان اسپرمیا (نوعی سفر میان ستاره ای) یکی از کاربردهای سلول سندان الماس است. هنگامی که اجرام بین ستاره ای که شامل اشکال زندگی هستند بر روی یک سیارک برخورد می‌کنند، فشار زیادی حاصل از ضربه وارد می‌شود و سلول سندان الماس می‌تواند این فشار را شبیه‌سازی و تعیین کند که آیا موجودات زنده می‌توانند زنده بمانند. یکی دیگر از دلایلی که سلول سندان الماس برای آزمایش حیات روی سیارات خارج از منظومه شمسی قابل استفاده است این است که سیاراتی که پتانسیل حیات را دارند، می‌توانند فشار فوق‌العاده ای روی سطح خود داشته باشند.
در سال ۲۰۰۲، دانشمندان مؤسسه کارنگی واشینگتن محدودیت‌های فشار برای بقای زندگی را مورد بررسی قرار دادند. سوسپانسیونی از باکتری‌ها، به‌طور خاص اشریشیا کولی، در سلول الماس قرار داده شد، و فشار به ۱٫۶ گیگا پاسکال افزایش یافت که بیشتر از ۱۶۰۰۰ برابر فشار سطح زمین است (۹۸۵ هکتوپاسکال). پس از ۳۰ ساعت، فقط حدود ۱٪ از باکتری‌ها زنده مانده بودند. سپس آزمایشگ کنندگان یک رنگ به محلول اضافه کردند. اگر سلولها از فشرده شدن زنده ماندند و قادر به انجام فرایندهای حیاتی، مخصوصاً تجزیه فرمات باشند، رنگ روشن می‌شود. ۱٫۶ گیگاپاسکال چنان فشار بزرگی است که در طی آزمایش سلول الماس محلول را به یخ IV، یخ دمای اتاق تبدیل می‌کند. هنگامی که باکتری‌ها فرمات را در یخ شکستند، کیسه‌های مایع به دلیل واکنش شیمیایی شکل گرفتند. این باکتری‌ها همچنین توانستند با دم خود به سطح DAC بچسبند.
افراد مشکوک بحث کردند که آیا تجزیه فرمات برای زنده در نظر گرفتن باکتری‌ها کافی است. آرت یایانوس، اقیانوس‌شناس در انستیتوی اقیانوس‌شناسی اسکریپس در لا ژولا، کالیفرنیا، معتقد است که ارگانیسم را باید در صورتی زنده در نظر بگیریم که بتواند تولید مثل کند. نتایج بعدی از گروه‌های تحقیقاتی مستقل اعتبار کار ۲۰۰۲ را نشان داده‌است. این یک مرحله مهم است که مجدداً نیاز به یک رویکرد جدید برای مسئله قدیمی مطالعه محیط‌های ناملایم را از طریق آزمایش نشان می‌دهد. عملاً بحثی وجود ندارد که آیا زندگی میکروبی می‌تواند تا فشارهای ۶۰۰ مگاپاسکال زنده بماند، که در طول دهه گذشته توسط تعدادی از نشریات پراکنده معتبر نشان داده شده‌است.
آزمایش‌های مشابه با سلول کم فشار الماس (۰٫۱–۶۰۰ مگاپاسکال)، که دارای کیفیت تصویربرداری بهتر و جمع‌آوری سیگنال است، انجام شد. میکروبهای مورد مطالعه، ساکارومایسس سرویشیا (مخمر نانوا)، در برابر فشارهای ۱۵–۵۰ مگاپاسکال مقاومت کردند و در ۲۰۰ مگاپاسکال زنده نماندند.

### پراش اشعه ایکس تک کریستال
آزمایش‌های پراش خوب تک کریستال در سلول‌های سندان الماس نیاز به چرخش پایه نمونه در محور عمودی، امگا دارد. اکثر سلولهای سندان الماس دارای دهانه بزرگی نیستند که باعث شود سلول به زوایای زیاد چرخانده شود، بازشدن ۶۰ درجه برای اکثر کریستال‌ها کافی است اما زاویه‌های بزرگتر امکان‌پذیر است. اولین سلولی که برای آزمایش‌های تک کریستال مورد استفاده قرار گرفت توسط یک دانشجوی فارغ‌التحصیل از دانشگاه روچستر، لئو مریل طراحی شد. سلول، مثلثی با پایه‌های بریلیم بود که الماس‌ها روی آن سوار شده بودند. سلول با پیچ و پین‌های راهنما که همه چیز را در جای خود نگه می‌داشتند تحت فشار قرار می‌گرفت.

## تکنیک‌های حرارت بالا

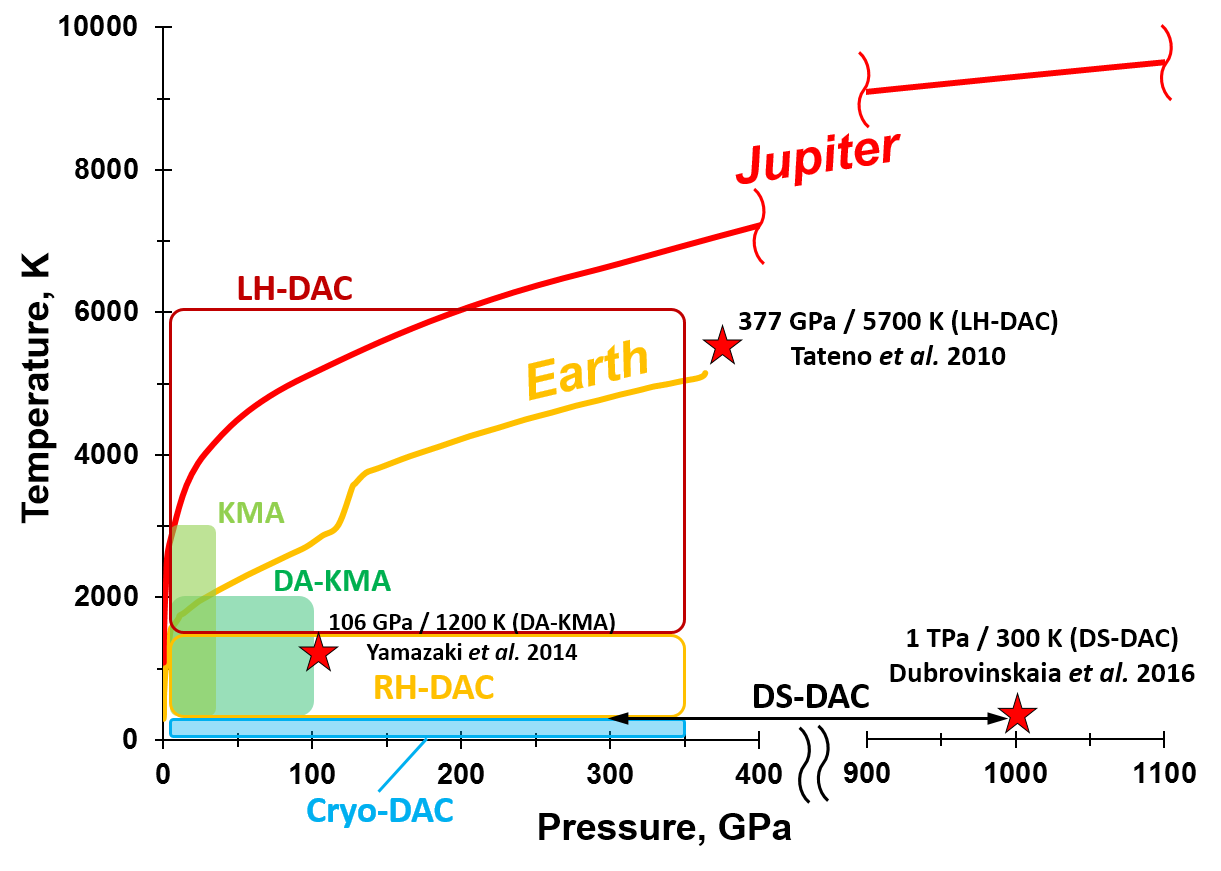
شرایط قابل دستیابی با استفاده از روشهای مختلف تولید فشار استاتیک.

گرمایش در سلولهای سندان الماس معمولاً با دو روش گرمایش خارجی یا داخلی انجام می‌شود. گرمایش خارجی به صورت گرم کردن سندان‌ها تعریف می‌شود و شامل تعدادی گرمکن مقاومتی است که در اطراف الماس یا در اطراف بدنه سلول قرار می‌گیرند. روش مکمل باعث تغییر در دمای سندان‌ها نمی‌شود و شامل گرمکن‌های مقاوم که در محفظه نمونه قرار داده شده و گرمایش لیزری است. مزیت اصلی برای گرمایش مقاومتی اندازه‌گیری دقیق دما با ترموکوپل‌ها است، اما محدوده دما توسط خواص الماس محدود است که در هوا و در دمای ۷۰۰ درجه سانتیگراد اکسید می‌شود استفاده از یک فضای بی اثر می‌تواند این محدوده را تا بالاتر از ۱۰۰۰ درجه ساتنیگراد افزایش دهد. با گرمایش لیزری نمونه می‌تواند به دمای بالاتر از ۵۰۰۰ درجه سانتیگراد برسد اما حداقل دما که می‌تواند هنگام استفاده از سیستم گرمایش لیزر اندازه‌گیری شود ۱۲۰۰ درجه سانتیگراد است و اندازه‌گیری با دقت بسیار کمتر است. پیشرفت در گرمایش مقاومتی باعث از بین رفتن شکاف بین دو روش می‌شود تا سیستم‌ها با ترکیب این دو از دمای اتاق تا فراتر از ۵۷۰۰ درجه سانتیگراد مورد مطالعه قرار گیرند.

## بارگیری گاز

### اصل
ماده انتقال دهنده فشار یکی از اجزای مهم در هر آزمایش فشار بالا است. انتقال دهنده فضای داخل محفظه نمونه را پر می‌کند و فشار انتقال یافته به ماذه را بر روی نمونه اعمال می‌کند. در یک آزمایش فشار بالای خوب،انتقال دهنده فشار باید توزیع همگن فشار را بر روی نمونه را حفظ کند. به عبارت دیگر، برای اطمینان از تراکم یکنواخت نمونه ماده انتقال دهنده فشار باید هیدرواستاتیک بماند. هنگامی که یک ماده انتقال دهنده فشار، هیدرواستاتیکی خود را از دست داد، یک گرادیان فشار در محفظه شکل می‌گیرد که با افزایش فشار افزایش می‌یابد. این گرادیان می‌تواند تا حد زیادی بر نمونه تأثیر بگذارد و نتایج را به خطر اندازد. این ماده همچنین باید بی اثر باشد، تا با نمونه واکنش نداشته باشد و تحت فشارهای زیاد پایدار باشد. برای آزمایش‌های با گرمایش لیزری ، انتقال دهنده فشار باید از رسانش حرارتی کمی برخوردار باشد. اگر از تکنیک نوری استفاده شده‌است، ماده انتقال فشار باید در برابر پراش پرتوی ایکس شفاف باشد، ماده باید یک پراکنده ساز ضعیف برای اشعه ایکس باشد - تا به سیگنال کمک نکند.
برخی از متداول‌ترین انتقال دهنده‌های فشار، سدیم کلرید، روغن سیلیکون و مخلوط ۴: ۱ متانول - اتانول هستند. استفاده از سدیم کلرید برای این دستگاه بسیار آسان است و برای آزمایش در دمای بالا مورد استفاده قرار می‌گیرد زیرا به عنوان عایق حرارتی خوبی عمل می‌کند. مخلوط متانول-اتانول حالت هیدرواستاتیکی خوبی را تا حدود ۱۰ گیگاپاسکال نشان می‌دهد و با اضافه کردن مقدار کمی آب می‌توان آنرا تا حدود ۱۵ گیگاپاسکال افزایش داد.
برای آزمایش‌های با فشار بیش از ۱۰ گیگاپاسکال، گازهای نجیب ترجیح داده می‌شوند. هیدرواستاتیک افزایش یافته، گرادیان فشار را در نمونه‌های با فشار بالا کاهش می‌دهد. گازهای نجیب مانند هلیوم، نئون و آرگون از نظر بصری شفاف، عایق حرارتی، دارای پراکندگی اشعه ایکس کم و در فشارهای بالا دارای هیدرواستاتیکی خوبی هستند. حتی پس از استحکام ، گازهای نجیب محیطهای شبه هیدرواستاتیک را فراهم می‌کنند.
آرگون برای آزمایش‌های مرتبط با گرم کردن لیزری استفاده می‌شود زیرا از نظر شیمیایی بی اثر است. از آنجا که در دمای بالاتر از نیتروژن مایع چگالش رخ می‌دهد، می‌توان آن را به صورت کرایوژنیک بارگذاری کرد. هلیوم و نئون عوامل پراکندپی اشعه ایکس کمی دارند و از این رو برای جمع‌آوری داده‌های پراش پرتو X استفاده می‌شوند. هلیوم و نئون همچنین مدول‌های تنش برشی کمی دارند؛ تنشبه را به حداقل می‌رسانند. این دو گاز نجیب در دمای بالاتر از نیتروژن مایع چگالش ندارند و نمی‌توانند به صورت کرایوژنیک بارگیری شوند. در عوض، یک سیستم بارگیری گاز با فشار بالا ایجاد شده‌است که از یک روش فشرده سازی گاز استفاده می‌کند.

### روش‌ها
برای بارگیری یک گاز به عنوان ماده انتقال دهنده فشار، گاز باید در حالت چگال قرار داشته باشد تا هنگامی که فشار وارد شود، محفظه نمونه را کوچک نکند. برای دستیابی به حالت متراکم، می‌توان گازها را در دماهای کم مایع یا فشرده کرد. بارگیری کرایوژنیک روشی است که از گاز مایع به عنوان ابزاری برای پر کردن محفظه نمونه استفاده می‌کند. سلول سندان الماس مستقیماً درون مایع کریوژنیک که محفظه نمونه را پر می‌کند فرومی‌رود. با این حال، در بارگذاری کرایوژنیک مضراتی نیز وجود دارد. با دمای پایین که گواه بارگذاری کرایوژنیک است، نمونه در معرض دمائی قرار می‌گیرد که می‌تواند آن را به صورت برگشت‌ناپذیر تغییر دهد. همچنین، مایع در حال جوش می‌تواند نمونه را جابجا کند یا یک حباب هوا را در محفظه به دام بیندازد. به دلیل تفاوت نقطه جوش در اکثر گازها، بارگیری مخلوط‌های گازی با استفاده از روش کرایوژنی امکان‌پذیر نیست. روش فشرده سازی گاز، گازها را در دمای اتاق متراکم می‌کند. با این روش، بیشتر مشکلات مشاهده شده در بارگیری کرایوژنیک برطرف می‌شود. همچنین بارگیری مخلوط‌های گاز امکان‌پذیر می‌شود. در این تکنیک از یک مجرا یا محفظه استفاده می‌شود که سلول در آن قرار گرفته و از گاز پر می‌شود. گازها توسط یک کمپرسور تحت فشار قرار گرفته و درون مجرا پمپ می‌شوند. پس از پر شدن مجرا و رسیدن به فشار مورد نظر، سلول الماس با سیستم گیره ای که توسط پیچ‌هایی که به وسیله موتور اداره می‌شوند بسته می‌شود.

### اجزاء
- مخازن با فشار بالا: مجرایی که در آن سلول سندان الماس بارگذاری شده‌است.
- گیره سلول را محکم نگه می‌دارد که توسط مکانیسم بسته شدن با پیچ‌هایی که توسط موتور کنترل می‌شوند محکم شده‌است.
- PLC (کنترل‌کننده منطق قابل برنامه‌ریزی): جریان هوا را به کمپرسور و کلیه سوپاپ‌ها کنترل می‌کند. PLC اطمینان حاصل می‌کند که دریچه‌ها به ترتیب صحیح برای بارگذاری دقیق و ایمن باز و بسته می‌شوند.
- کمپرسور: مسئول فشرده سازی گاز. کمپرسور از یک طراحی دیافراگم هوای دو مرحله ای استفاده می‌کند که باعث ایجاد فشار می‌شود و از ورود ناخالصی جلوگیری می‌کند. قادر به دستیابی به فشار ۲۷۰ مگاپاسکال.
- دریچه‌ها: دریچه‌ها از طریق PLC باز و بسته می‌شوند و نوع گازهایی وارد مجرای با فشار بالا می‌شوند را کنترل و تنظیم می‌کنند.
- دیسک‌های قطع: دو دیسک پشت سر هم در سیستم - یکی برای سیستم فشار بالا و دیگری برای سیستم با فشار کم. این دیسک‌ها به عنوان یک سیستم کاهش فشار عمل می‌کنند و سیستم را از فشار بیش از حد محافظت می‌کنند.
- مبدل فشار: سنسور فشار برای سیستم‌های کم فشار و فشار بالا. یک خروجی ۰–۵ ولت در محدوده فشار آنها تولید می‌کند.
- فشارسنج: نمایشگرهای دیجیتالی متصل به هر مبدل فشار و سیستم PLC.
- پمپ خلاء و خلاء سنج: سیستم را قبل از بارگیری (با تخلیه) پاک می‌کند.
- سیستم بصری: مشاهده بصری اجازه می‌دهد تا در لحظه تغییر شکل واشر مشاهده شود.
- سیستم فلورسانس یاقوت: فشار در محفظه نمونه می‌تواند در حین بارگیری با استفاده از سیستم فلورسانس یاقوت اندازه‌گیری شود. همه بخشها یک سیستم فلورسانس یاقوت برای اندازه‌گیری لحظه ای ندارند. اما، در حالی که سلول در حالت بسته‌است، می‌توان فشار داخل محوطه را تحت نظر داشته باشد - تا اطمینان حاصل شود که فشار مورد نظر حاصل شده (یا فشار زیاد نشده باشد). فشار با تغییر در نورافشانی یاقوت ناشی از لیزر در محفظه نمونه اندازه‌گیری می‌شود.

## گرمایش لیزری

### تاریخچه
توسعه گرمایش لیزری تنها ۸ سال پس از آن آغاز شد که چارلز وایر، از دفتر ملی استاندارد (NBS)، اولین سلول الماس را ساخت و آلوین ون والکنبورگ، NBS، پتانسیل را برای دیدن نمونه در حالی که تحت فشار است، فهمید. ویلیام باست و همکارش تارو تاکاهاشی پرتو لیزر را روی نمونه در حالی که تحت فشار قرار داشت متمرکز کردند. اولین سیستم گرمایش لیزری از یک لیزر یاقوت با پالس ۷ ژول استفاده کرد که نمونه را تا ۳۰۰۰ درجه سانتیگراد گرم کرد در حالی که در فشار ۲۶۰ کیلوبار است. این برای تبدیل گرافیت به الماس کافی بود. نقص عمده در سیستم اول مربوط به کنترل و اندازه‌گیری دما است.
اندازه‌گیری دما در ابتدا توسط باست با استفاده از پیرومتر نوری برای اندازه‌گیری شدت نور در حال تابش از نمونه انجام شد. همکارانی در دانشگاه برکلی قادر به استفاده بهتر از اشعه جسم سیاه و اندازه‌گیری دقیق تر دما بودند. نقطه داغ تولید شده توسط لیزر همچنین باعث ایجاد اختلاف حرارتی زیادی بین بخشهایی از نمونه شده که توسط لیزر متمرکز شده و آنهایی که نبودند شد. راه حل این مشکل در حال انجام است اما با معرفی یک رویکرد دو طرفه پیشرفت‌هایی صورت گرفته‌است.

### گرمایش دو طرفه
استفاده از دو لیزر برای گرم کردن نمونه اختلاف دمای محوری را کاهش می‌دهد، این باعث می‌شود نمونه‌های ضخیم‌تر به‌طور یکنواخت گرم شوند. برای موفقیت‌آمیز بودن سیستم گرمایش دو طرفه، لازم است که این دو لیزر به هم تراز شوند تا هر دو در موقعیت نمونه متمرکز شوند. برای گرمایش فوری در آزمایش‌های پراش، لیزرها باید به همان نقطه در فضا که پرتوی اشعه ایکس متمرکز است متمرکز شوند.

### سیستم‌های گرمایشی لیزری در مراکز سنکروترون
مرکز تابش سنکروترون اروپا (ESRF) و بسیاری دیگر از مراکز سنکروترون همانند سه مرکز اصلی سنکروترون در ایالات متحده، همگی دارای پرتوهای مجهز به سیستمهای گرمایش لیزری هستند. خطوط پرتو مربوط به سیستم‌های گرمایش لیزری ESRF ID27، ID18، و ID24 هستند. در منبع فوتون پیشرفته 13-ID-D GSECARS و 16-ID-B HP-CAT؛ در منبع نور سنکروترون ملی، X17B3؛ و در منبع نور پیشرفته، ۱۲٫۲٫۲. گرمایش لیزری در علم فشار بالا به یک روش معمول تبدیل شده‌است، اما اطمینان به اندازه‌گیری دما هنوز بحث‌برانگیز است.

### اندازه‌گیری دما
در اولین آزمایش‌های گرمایش لیزری، درجه حرارت از ایجاد رابطه بین توان لیزر ساخته شده با نقاط ذوب از مواد مختلف شناخته شده ناشی می‌شود. هنگام استفاده از پالس لیزر یاقوتی به دلیل کوتاه بودن پالس غیرقابل اعتماد بود. لیزر YAG به سرعت تبدیل به استاندارد شد، گرم کردن برای مدت زمان نسبتاً طولانی، و امکان مشاهده نمونه در طول فرایند گرمایش. با اولین استفاده از لیزرهای YAG بود که باست از یک پیرومتر نوری برای اندازه‌گیری دما در دامنه ۱۰۰۰ درجه سانتیگراد تا ۱۶۰۰ درجه سانتیگراد استفاده کرد. اولین اندازه‌گیری دما دارای انحراف استاندارد ۳۰ درجه سانتیگراد از درجه حرارت روشنایی بود، اما به دلیل اندازه کوچک نمونه ۵۰ درجه سانتیگراد تخمین زده شد با این احتمال که دمای واقعی نمونه ۲۰۰ درجه سانتیگراد بالاتر از اندازه‌گیری میزان روشنایی است. طیف‌سنجی از نور رشته‌ای روش بعدی اندازه‌گیری دما است که در گروه باست استفاده شد. انرژی تابش ساطع شده را می‌توان با طیفهای شناخته شده اشعه جسم سیاه مقایسه کرد تا یک درجه حرارت معین حاصل شود. کالیبراسیون این سیستم‌ها با استفاده از نقاط ذوب منتشر شده یا نقاط ذوبی که توسط گرمایش مقاومت اندازه‌گیری می‌شود انجام می‌شود.

### کاربرد گرمایش لیزری
از لیزر برای گرم کردن نمونه در ابعاد میکروگرم در سلولهای سندان الماس هنگام مطالعه ماده در شرایط شدید استفاده می‌شود. این به‌طور معمول به معنای یکی از چهار مورد زیر است:
- معادله حرارتی ایالات
  - اندازه‌گیری وضعیت فشار-حجم-درجه حرارت یک ماده. در کار سلول سندان الماس، این کار با اعمال فشار بر روی پایه‌های الماس، اعمال دما با لیزرها / گرمکن‌های مقاومتی و اندازه‌گیری پاسخ حجم با پراش پرتوی ایکس انجام می‌شود. انبساط و تراکم پذیری حرارتی را می‌توان در معادله حالت مستقل از حجم تعریف کرد.
- سنتز دما/ فشار بالا
  - با استفاده از یک سلول سندان الماس و گرمایش لیزری برای دستیابی به فشارها و دمای بالا و رسیدن به مسیرهای سنتز جدید که در فشار محیط قابل دسترسی نیستند می‌توانند فازهای فشار بالای بی نظیری را ایجاد کنند.
- مطالعات انتقال فاز
  - تأمین کننده انرژی جنبشی اضافی به یک نمونه به منظور مشاهده یک گذار جنبشی نامطلوب. ایجاد نمودارهای فاز در محدوده فشار بالا.
- ذوب فشار بالا
  - اندازه‌گیری میزان وابستگی نقطه ذوب به فشار. فشار معمولاً نقطه ذوب جامدات را بالا می‌برد.